# ゲイムリーステークス
ゲイムリーステークス（Gamely Stakes）は、アメリカ合衆国のサンタアニタパーク競馬場にて、毎年5月に開催される競馬の競走である。

## 概要
1939年にロングビーチハンデキャップ（Long Beach Handicap）として創設された競走で、1976年に前年急逝した名競走馬ゲイムリーを記念してゲイムリーハンデキャップ（Gamely Handicap）に改称された。1997年には再び改称されてゲイムリーブリーダーズカップハンデキャップ（Gamely Breeders' Cup Handicap）に、2008年に現在の競走名に改められた。
1973年にグレード制が導入されるとG2競走に指定され、1983年からG1競走に昇格した。
創設時の施行条件は芝8ハロンで、以後1972年まで何度もの変更が加えられていた。1973年以降は9ハロンで固定されている。

## 近年の勝ち馬
- 2025年 Be Your Best
- 2024年 Anisette
- 2023年 Macadamia
- 2022年 Ocean Road
- 2021年 Maxim Rate
- 2020年 Keeper Ofthe Stars
- 2019年 Vasilika
- 2018年 Sophie P
- 2017年 Lady Eli
- 2016年 Illuminant
- 2015年 Hard Not to Like
- 2014年 Miss Serendipity
- 2013年 Marketing Mix
- 2012年 Belle Royale
- 2011年 Dubawi Heights
- 2010年 Tuscan Evening
- 2009年 Magical Fantasy
- 2008年 Precious Kitten
- 2007年 Citronnade
- 2006年 Shining Energy
- 2005年 Mea Domina
- 2004年 Noches de Rosa
- 2003年 Tates Creek
- 2002年 Astra
- 2001年 Happyanunoit